# Fairyland?
Fairyland? — четвёртый студийный альбом немецкой группы De/Vision, вышедший в 1996 году. Альбому предшествовал выход сингла — «Sweet Life».

## Об альбоме
Fairyland? записывался весной 1996 года на студии «The Factory» в Бельгии. Он вышел в двух изданиях. Одно — это обычный пластиковый Jewlcase. Второе ограниченное издание вышло в так называемом дигипаке и было дополнено постером группы. Продюсером альбома, совместно с De/Vision, выступил Хосе Альварез-Брилл. Он также и микшировал все песни.

## Список композиций
- «I Regret»
- «Dawn»
- «Sweet Life»
- «Like the Sun»
- «Harvester»
- «Today's Life»
- «Scars»
- «Keep Your Dreams Alive»
- «Wages of Sin»
- «Bleed Me White»
- «Take Me to the Time...»
- «Daydreamin'»

## Синглы с альбома

### Sweet Life
«Sweet Life» — первый сингл группы De/Vision с альбома Fairyland?. «Sweet Life» - быстрый танцевальный трек. Над синглом и всем альбомом, который вышел следом за ним, группа работала в период с апреля по июнь на студии «The Factory» в Бельгии. Для работы De/Vision привлекли нового продюсера - Хосе Альвареза-Брилля, который ещё и микшировал все треки.
CD - Номер по каталогу: Way 133/1233-2 

Композиции (Track Listing):
1. Sweet Life (Radio Edit)
2. Sweet Life (Little Bear-Mix)
3. Crystallized
4. Sweet Life (LP-Version)

### I Regret
«I Regret» — второй сингл группы De/Vision с альбома Fairyland?. «I Regret» становится очень популярной песней у De/Vision. До сих пор они её постоянно исполняют на концертах, её неоднократно включали в различные сборники. На «I Regret» группа снимает видеоклип. Этот сингл также издается лейблом «October» в Швеции. Специально для записи «I Regret» группа пригласила гитариста Вольфганга Ганневига.
CD - Номер по каталогу: Way 146/1246-2 

Композиции (Track Listing):
1. I Regret (Radio Edit) (3:58)
2. I Regret (Lab-Mix) (5:44)
3. Sexy Moves (4:23)
4. Scars (Jab-Dub) (4:16)